# 謝曉虹 (社區主任)
謝曉虹（Tse Hiu-hung Ashley；1990-—），香港青年組織青年學界反港獨請願行動召集人，海港青年商會2016年度青年領袖獎得主，身兼西九新動力成員、青年發展委員會委員，香港青賢智匯創會主席。曾於2015年區議會選舉深水埗區的寶麗選區挑戰角逐連任的梁有方但落敗。

## 外部連結
- 謝曉虹在Youtube的頻道
- 謝曉虹的Facebook專頁